# Capturing the Friedmans
Capturing the Friedmans ist ein US-amerikanischer Dokumentarfilm aus dem Jahr 2003. Andrew Jarecki führte Regie und produzierte den Film. Die Dokumentation über die US-amerikanische Mittelstandsfamilie Friedman, die nach der Verhaftung des Vaters Arnold und des Sohnes Jesse in den Fokus der Öffentlichkeit rückte, wurde im Jahr 2004 für den Academy Award nominiert.

## Vorgeschichte
Arnold und Elaine Friedman lebten mit ihren drei Söhnen Jesse, Seth und David in Great Neck, Long Island. Arnold war Lehrer an einer High School und gab nebenbei Computerkurse für Kinder und Jugendliche. Im Herbst 1987 wurden Arnold und Jesse Friedman verhaftet. Die Anklage lautete auf Besitz von Kinderpornografie und sexuellen Missbrauch von Kindern. Arnold und Jesse Friedman wurden 1988 wegen Kindesmissbrauchs in 13 Fällen zu Gefängnisstrafen verurteilt. Arnold Friedman beging 1995 in der Haft Selbstmord, Jesse Friedman wurde 2001 aus der Haft entlassen.

## Handlung
Andrew Jarecki stellt in seinem Film die Familie Friedman in den Mittelpunkt. Er lässt in Interviews Elaine, Jesse und David Friedman ihre Sicht der Dinge erzählen. Jarecki zeigt anhand alter Videoaufnahmen aus dem Besitz der Familie Szenen einer scheinbar normalen Familie des amerikanischen Mittelstandes in den 1980er Jahren und greift auf Videoaufnahmen aus der Zeit des Prozesses zurück, die David Friedman anfertigte. Neben der Familie Friedman kommen auch die Ermittler zu Wort. 

## Kritiken
Das Lexikon des internationalen Films schrieb: „Ohne die Schuldfrage klären zu wollen, dokumentiert der eindrucksvolle Film den Zerfallsprozess der Familie während des anschließenden Prozesses, der – so die These des Autors – den Prinzipien einer rechtsstaatlichen Justiz zu keiner Zeit genügt.“

## Proteste der Opfer
Nach der Veröffentlichung des Films kam es zu Protesten einiger Opfer. Diese erklärten, der Film Jareckis würde wichtige Informationen ihre Fälle betreffend weglassen oder verfälschen. Jarecki würde mit seinem Film um Sympathie für einen Täter werben und den Fall als uneindeutiger darstellen als er sei.

## Auszeichnungen und Nominierungen
- Online Film Critics Society Award 2003 als Bester Dokumentarfilm
- 2003: Boston Society of Film Critics Award für den besten Dokumentarfilm
- Satellite Awards 2003: Nominierung als Bester Dokumentarfilm
- Sundance Film Festival 2003: Auszeichnung Großer Preis der Jury – Bester Dokumentarfilm
- Oscarverleihung 2004: Nominierung als Bester Dokumentarfilm
- Broadcast Film Critics Association Award 2004 als Bester Dokumentarfilm
- Chlotrudis Award als Bester Dokumentarfilm 2004